# Johann Manser

Johann Manser (um 1983)

Johann Manser (* 8. März 1917 als Johann Anton Manser in Appenzell; † 4. April 1985 ebenda; heimatberechtigt ebenda; Spitzname: Strube Johann / Trompeter Manser) war ein Schweizer Musiker und Volksmusikforscher aus dem Kanton Appenzell Innerrhoden. 1983 erhielt er den Innerrhoder Kulturpreis.

## Leben und Wirken
Johann Manser wuchs als Sohn von Jakob Anton Manser (1868–1937) und Maria Anna Schmid (1878–1962) in einer Bauernfamilie in Appenzell auf. Er besuchte die Primarschule in Appenzell und anschliessend die Realschule am Kollegium St. Antonius in Appenzell. Nach der Schule fand er neben der Arbeit auf dem elterlichen Hof eine Anstellung als Aushilfe bei der Post. Daraus wurde nach fünf Jahren eine Festanstellung als Briefträger. Johann Manser blieb dieser Beschäftigung bis zu seiner Pensionierung 1982 treu. 1942 heiratete er Magdalena Gmünder. Der Ehe entsprossen drei Söhne, darunter der Mundart- und Volksmusikforscher Joe Manser.
Als Jugendlicher erlernte Johann Manser das Spiel auf der Handorgel und dem Es-Horn. 1934 trat er als Trompeter in die Musikgesellschaft Harmonie Appenzell ein – sein Lehrer Josef Signer hatte ihn zum Instrumentenwechsel geraten. 1939 wurde er zum Melodieführer der Stegräfgruppe, einer traditionellen Formation innerhalb der «Harmonie Appenzell». Beim in Appenzell seit etwa 1900 gepflegten Stegräfspiel werden traditionelle Appenzeller Weisen mit Blechblasinstrumenten interpretiert; gespielt wird nach dem Gehör und ohne Noten. Johann Manser wirkte in der Musikgesellschaft Harmonie Appenzell über 50 Jahre lang als erster Trompeter.
Seit der Schulzeit sammelte und verschriftlichte Johann Manser Volksmusikmelodien aus Appenzell Innerrhoden, die traditionellerweise nur mündlich weitergegeben wurden. Daraus wurde eine lebenslange Beschäftigung, wobei sich der Autodidakt auch für die kultur- und sozialgeschichtlichen Hintergründe der Volksmusik interessierte. Das 1979 erschienene Buch Heemetklang us Innerrhode fasst dieses Lebenswerk zusammen. 1981 folgte das kleinere Werk Wieder ist ein Blatt gefallen, welches sich mit der Volksmusiktraditionen zu Weihnachten und Neujahr in Appenzell Innerrhoden beschäftigt.
Johann Mansers langjähriges Schaffen wurde 1983 mit der Verleihung des Innerrhoder Kulturpreises der kantonalen Stiftung Pro Innerrhoden geehrt. Er verstarb zwei Jahre später mit 68 Jahren. Seine reiche volksmusikalische Sammlung bildete den Grundstein des Roothuus Gonten – Zentrum für Appenzeller und Toggenburger Volksmusik in Gonten. Die Mansersche Notensammlung wurde dabei bereits für diverse Publikationen ausgewertet.

## Publikationen
- Heemetklang us Innerrhode. Appenzell 1979.
- Wieder ist ein Blatt gefallen: Volkstümliche Musik zu Weihnachten und Neujahr in Appenzell. Appenzell 1981.